# Desafio Internacional das Estrelas
Desafio Internacional das Estrelas (дословно — Международная гонка звёзд) — традиционное картинговое соревнование, проводящееся в автоспортивное межсезонье в бразильской Пенье — на трассе Kartódromo do Beto Carrero.

## История этапа
Мероприятие организовано бразильским пилотом Формулы-1 Фелипе Массой в качестве выставочного картингового турнира для звёзд мирового авто- и мотоспорта в межсезонный период. Традиционно большую часть участников соревнований составляют спортсмены Бразилии. Приглашённых звёзд дополняют гонщики местного сток-каровского первенства.
В разное время на старт заездов выходили такие гонщики, как Рубенс Баррикелло, Алекс Баррос, Жиль де Ферран, Тони Канаан, Элио Кастроневес, Фелипе Масса, Витор Мейра, Роберто Морено, Михаэль Шумахер, Роберт Дорнбос, Тьягу Монтейру, Жан Алези.
За время своего существования соревнование сменило три трека: в 2005-м был использован Kartódromo de Bauru (Бауру), на следующий год мероприятие переехало в Флорианополис: с 2006 по 2008 год был использован Kartódromo dos Ingleses, а в 2009-м мероприятие переехало на специально разработанный Kartódromo Internacional de Santa Catarina. В создании трассы поучаствовали Фелипе Масса, Лукас ди Грасси и Герман Тильке. Проект картодрома был одобрен FIA.
В 2013-м году соревнование было переведено на январь. Приз принял комплекс Kartódromo do Beto Carrero в Пенье.

## Определение победителя
Победитель соревнования определяется по сумме баллов, набранных в двух гонках. Ныне одна и та же позиция в 1-м и 2-м заезде оценивается одинаково:
| Заезд | Позиции в гонке | Позиции в гонке | Позиции в гонке | Позиции в гонке | Позиции в гонке | Позиции в гонке | Позиции в гонке | Позиции в гонке | Позиции в гонке | Позиции в гонке | Позиции в гонке | Позиции в гонке | Позиции в гонке | Позиции в гонке | Позиции в гонке |
| Заезд | 1               | 2               | 3               | 4               | 5               | 6               | 7               | 8               | 9               | 10              | 11              | 12              | 13              | 14              | 15              |
| ----- | --------------- | --------------- | --------------- | --------------- | --------------- | --------------- | --------------- | --------------- | --------------- | --------------- | --------------- | --------------- | --------------- | --------------- | --------------- |
| Гонка | 25              | 20              | 16              | 13              | 11              | 10              | 9               | 8               | 7               | 6               | 5               | 4               | 3               | 2               | 1               |

Дополнительные два очка получает обладатель поула первой гонки. Чтобы получить очки нужно преодолеть не менее 75 % от дистанции, которую проехал победитель заезда. При равенстве очков выше оказывается тот пилот, кто финишировал выше в первой гонке.

## Победители разных лет
| Сезон | Победитель этапа  | Победитель гонки 1 | Победитель гонки 2 | Трасса                     | Место                   | Сроки              |
| ----- | ----------------- | ------------------ | ------------------ | -------------------------- | ----------------------- | ------------------ |
| 2005  | Даниэль Серра     | Даниэль Серра      | Аллам Ходаир       | Kartódromo de Bauru        | Бауру, Бразилия         | 11 декабря 2005    |
| 2006  | Фелипе Масса      | Фелипе Масса       | Антонио Пиццония   | Kartódromo dos Ingleses    | Флорианополис, Бразилия | 17 декабря 2006    |
| 2007  | Михаэль Шумахер   | Михаэль Шумахер    | Лукас ди Грасси    | Kartódromo dos Ingleses    | Флорианополис, Бразилия | 25 ноября 2007     |
| 2008  | Рубенс Баррикелло | Рубенс Баррикелло  | Фелипе Масса       | Kartódromo dos Ingleses    | Флорианополис, Бразилия | 30 ноября 2008     |
| 2009  | Михаэль Шумахер   | Михаэль Шумахер    | Фелипе Масса       | Arena Sapiens Park         | Флорианополис, Бразилия | 28—29 ноября 2009  |
| 2010  | Лукас ди Грасси   | Лукас ди Грасси    | Биа Фигейредо      | Arena Sapiens Park         | Флорианополис, Бразилия | 18—19 декабря 2010 |
| 2011  | Хайме Альгерсуари | Жюль Бьянки        | Хайме Альгерсуари  | Arena Sapiens Park         | Флорианополис, Бразилия | 3—4 декабря 2011   |
| 2013  | Жюль Бьянки       | Жюль Бьянки        | Фелипе Наср        | Kartódromo do Beto Carrero | Пенья, Бразилия         | 12—13 января 2013  |
| 2014  | Витантонио Льюцци | Витантонио Льюцци  | -                  | Kartódromo do Beto Carrero | Пенья, Бразилия         | 11—12 января 2014  |